# Јојо (лик)
Јојо је главни лик немачке-аустријске ТВ серије Симсала Грим.
Јојо је главни лик серије Симсала Грим. Он је плави којот и највећи авантуриста одувек. Јојо са доктором Крокијем путује светом магичних књига и потом помаже људима да реше своје проблеме или их бар инспиришу. Јојо је којот/полу-животиња са плавим крзном и многим људским карактеристикама: причање, размишљање, понашање и креће се као човек. Носи црвени шешир са звоном на глави и малим црвеним огртачем око његових рамена. Јојо је добар лик, али понекад је и тврдоглав. Воли да помаже људима, али не на начин као што до ради доктор Кроки. Врло је весео и несташан. Јоја у Србији синхронизује глумица Владислава Ђорђевић.